# Ilha de Roanoke

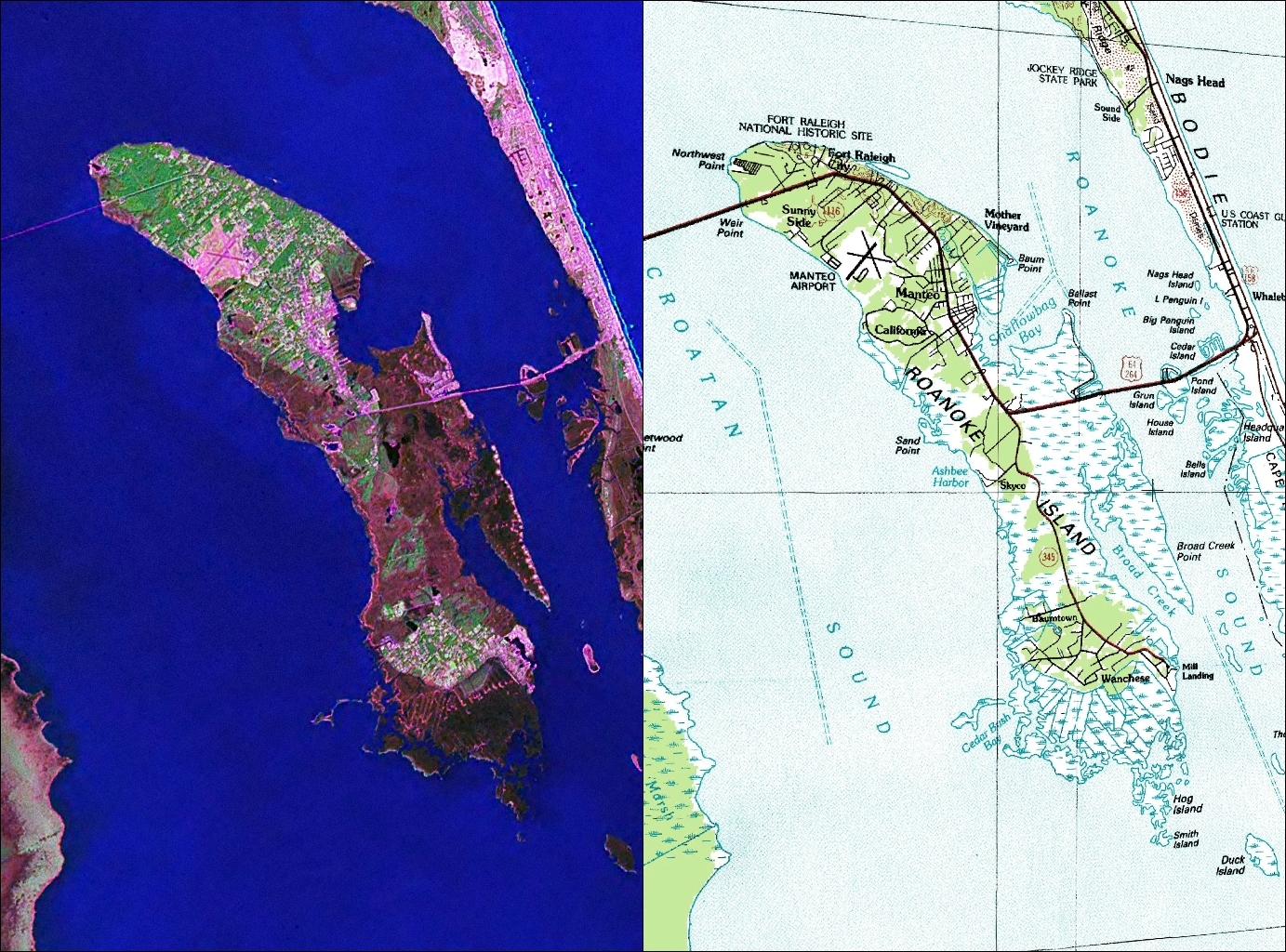
Roanoke no mapa da NASA World Wind.

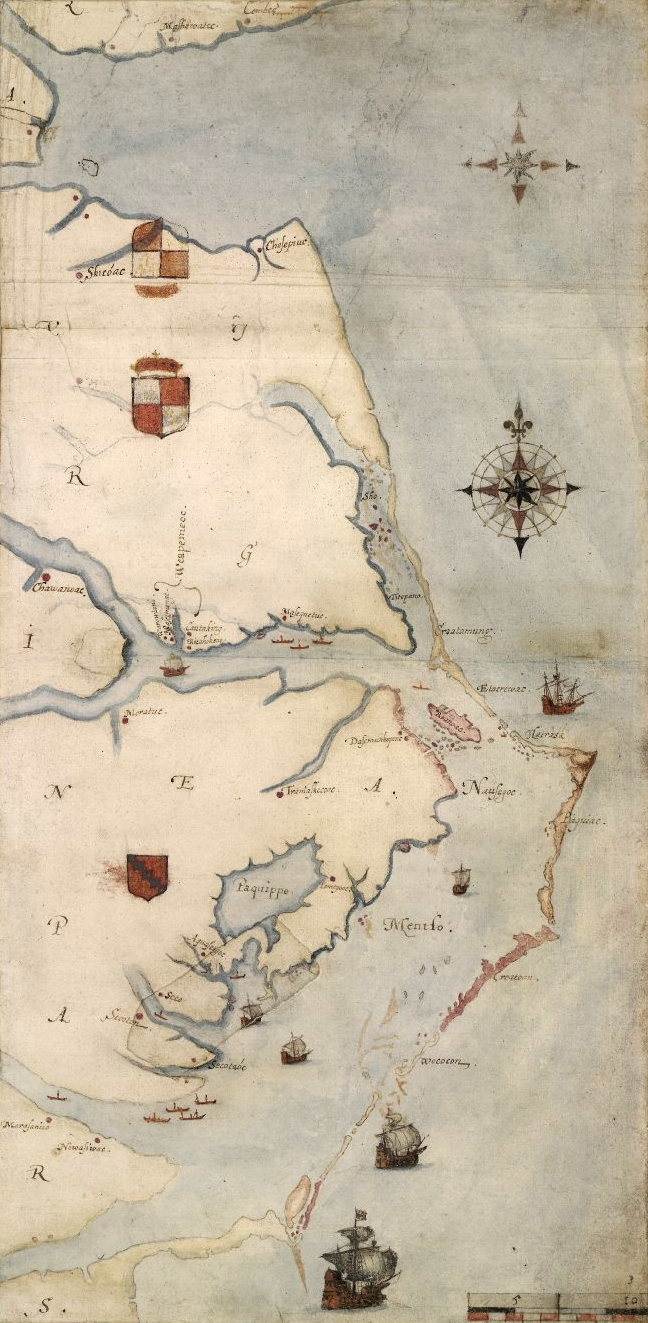
Roanoke - mapa de 1584.

A Ilha de Roanoke é uma ilha localizada no Condado de Dare, no litoral do estado da Carolina do Norte, Estados Unidos. Aqui foi fundada, em 1585, uma das primeiras colônias inglesas no continente americano, a mando de Sir Walter Raleigh, que enviou uma expedição para a ilha com o propósito de estabelecer o que ficou conhecido como a Colônia de Roanoke.